# Cora Stephan
Cora Stephan (Bad Rothenfelde, 7 d'abril de 1951) és una escriptora alemanya de novel·la policíaca.
Va créixer a Osnabrück i va acabar els estudis de ciències polítiques, ciències econòmiques i història a Hamburg i Frankfurt el 1973. Es va doctorar amb una tesi sobre la socialdemocràcia alemanya del segle xix.
Va ser professora a la Universitat Johann Wolfgang Goethe de 1976 a 1984 i va treballar com a editora, traductora i periodista per a Hessischer Rundfunk, la ràdio i televisió pública de l'estat federat de Hesse, per a la revista Pflasterstrand, i sobretot per a la redacció a Bonn del diari Der Spiegel.
Autora i escriptora independent des de 1987, ha fet servir els pseudònims Anne Chaplet i Sophie Winter. Ha treballat com a columnista de crítica cultural per a diaris com Die Zeit, Der Spiegel o Die Welt.
Actualment viu a cavall entre Frankfurt i Laurac-en-Vivarais.

## Premis
- 1983: Elisabeth-Selbert-Preis
- 2001 i 2004: Deutschen Krimipreis
- 2003: Radio Bremen Krimipreis